# Astragalus termeanus
Astragalus termeanus är en ärtväxtart som beskrevs av Maassoumi och Dieter Podlech. Astragalus termeanus ingår i släktet vedlar, och familjen ärtväxter. Inga underarter finns listade i Catalogue of Life.